# Bandraboua
Bandraboua ist eine Gemeinde mit 15.056 Einwohnern (Stand 14. Dezember 2017) im französischen Überseegebiet Mayotte.

## Geografie
Die Gemeinde Boundraboua liegt am nördlichen Ende der Hauptinsel Mayottes. Neben dem Hauptort Bandraboua bilden die Dörfer Handrema, Mtsangamboua, Dzoumogne und Bouyouni die Gemeinde.

## Bevölkerungsentwicklung
| Jahr      | 1997  | 2002  | 2007  | 2012   |
| Einwohner | 6.400 | 7.501 | 9.013 | 10.132 |

## Persönlichkeiten
- Lady Lova (* vor 1995), Dancehall- und Hip-Hop-Sängerin
- Warmed Omari (* 2000), Fußballspieler